# Villalmán
Villalmán es una localidad y pedanía española del municipio de Sahagún, en la provincia de León, comunidad autónoma de Castilla y León.
Perteneció al extinto ayuntamiento de Joara, integrado también en Sahagún. La festividad se celebra el 15 de septiembre (Virgen de Lourdes), si bien la fiesta original se celebraba en honor a su patrón, San Juan Evangelista, el 27 de diciembre. En verano, durante la primera semana de agosto se realizan diversos actos festivos.
En la localidad, situada en la ribera del río Valderaduey y rodeada de viñedos, se encuentra el Caserío de Villazán y su ermita de  Nuestra Señora de las Nieves
Las casas de adobe y tapial, la Iglesia parroquial -que es atendida por un diácono- y el centro social -situado en la antigua escuela- son los edificios más relevantes.
La actividad económica consistía en la agricultura de secano y la ganadería ovina, siendo de gran importancia los viñedos, cuyos vinos se vendían en los pueblos de la vega de Saldaña. En la actualidad persiste únicamente la agricultura de secano y el caserío de Villazán, habiendo sido arrancados la mayor parte de los viñedos, buena parte de los cuales eran de variedades de híbridos productores directos.
Limita al N con Joara, al E con Riosequillo y Joara, al S con Villalebrín y Sahagún y al O con Villapeceñil.

## Historia
El asentamiento se formó durante la Edad Media -al igual que el resto de pequeñas aldeas de la comarca- durante la repoblación del territorio existente entre la Cordillera Cantábrica y el Duero, mediante el método de la presura.
El Diccionario geográfico-estadístico-histórico de España y sus posesiones de Ultramar de Pascual Madoz (tomo XVI, pág 168) hace la siguiente descripción:
 Lugar en la provincia y diócesis de León (10 leguas), partido judicial de Sahagún (1 legua), audiencia territorial y capitanía general de Valladolid (18 leguas), ayuntamiento de Saelices del Río. Situado a la margen derecha del río Valderaduey, en una ladera suave con un gran monte por la parte del Oeste; su clima es frío pero suave. Tiene 46 casas, iglesia parroquial (San Juan) matriz de Villazán, servida por un cura que presentaban los religiosos del Convento de Trianos, órden de Santo Domingo, abadesa y religiosas de Gradefes y D. Juan Gutiérrez Vidanes vicario de Sahagún y buenas aguas potables. Confina con el anejo de Villapeceñil. El terreno es de mediana calidad y lo fertilizan las aguas del Valderaduey. Produce granos, legumbres, lino, vino y pastos. Cría ganados y alguna caza y pesca. Industria: telares de lienzos del país. Población: 18 vecinos, 70 almas. Contribución: con el ayuntamiento
Sobre el caserío de Villazán, anejo a la localidad, el mismo diccionario narra (tomo XVI, pág 308)
Lugar en la provincia y diócesis de León, partido judicial de Sahagun, audiencia territorial y Capitanía general de Valladolid, ayuntamiento de Saelices del Río. Situado. á la márgen izquierda del río Valderaduey, en medio de la Vega; su CLIMA es frió pero sano. Tiene 4 CASAS; iglesia anejo de Villalman dedicada á Ntra. Sra. de las Nieves, y buenas aguas potables. Confina con la matriz. El Terreno es de mediana calidad, produce granos, legumbres, lino y pastos; cria ganados y alguna caza. Industria: telares de lienzos y estañemas del país. POBL.  4 vec, 20 almas. Contribución con el ayuntamiento.

## Comunicaciones
Se accede a través de la carretera  LE-6709  desde la carretera LE 6707. 
Está atendida por la línea de autobús a la demanda Celada de Cea - Sahagún de la Junta de Castilla y León.
- Datos: Q6162674